# Baba Amte
Murlidhar Devidas Amte, známý pod jménem Baba Amte (26. prosince 1914, Hinganghát, Britská Indie – 9. února 2008, ášram Anandwan, Warora, Indie) byl indický aktivista, který zasvětil svůj život práci s chudými lidmi trpícími leprou.

## Život
Murlidhar Amte prožil idylické dětství v bohaté rodině, již jako dítě získal přezdívku Baba. Už ve 14 letech měl vlastní pušku a vyrážel na lov divočáků a jelenů. Jakmile byl ve věku, kdy mohl sám řídit, dostal sportovní vůz zn. Singer. Zajímala ho kinematografie, začal psát kritiky pro filmový časopis Picturegoer, psal si s herečkami Gretou Garbo a Normou Shearer. Když později začal pracovat s pacienty stiženými leprou, stala se Norma Shearer jedním z jeho prvních zahraničních dárců.
Vystudoval právo a v indickém městě Wardha provozoval úspěšnou právnickou praxi. Brzy se zapojil do hnutí za osvobození Indie od britské nadvlády a začal vystupovat jako obhájce lídrů tohoto hnutí.
Když se jedné noci vracel domů, narazil na člověka v hadrech, umírajícího na lepru. Počáteční zděšení vystřídal pocit, že těmto lidem je nutné pomáhat a usilovat o jejich lepší společenské postavení; lepra tehdy znamenala sociální stigma. Tomuto úkolu se pak věnoval po celý zbytek svého života. Založil tři ášramy, jejichž smyslem je léčba a rehabilitace nemocných leprou, ale i postižených či jinak sociálně znevýhodněných lidí. V jeho práci mu mimo jiné pomáhala i jeho manželka Indu Ghule a dva synové Vikas a Prakash, kteří se oba stali lékaři.
Baba Amte zemřel na rakovinu ve věku 93 let, v ášramu jménem Anandwan (v překladu Les radosti), který v roce 1948 založil. Mezi osobnosti, které ho v životě inspirovaly, patřili anglický spisovatel John Ruskin nebo ruský anarchista Petr Kropotkin, ale zejména básník Rabíndranáth Thákur a duchovní vůdce Mahátma Gándhí.
| „           | Nechci být velkým lídrem. Chci být člověkem, který s sebou nosí malou olejničku, a kdykoli vidí někde poruchu, nabídne svou pomoc. Být mechanikem s olejničkou, to je můj životní ideál... | “ |
| — Baba Amte | |   |

## Ocenění
- Templetonova cena (1990)
- Mírová cena Mahátmy Gándhího (1999)